# اتفاقية وضع القوات

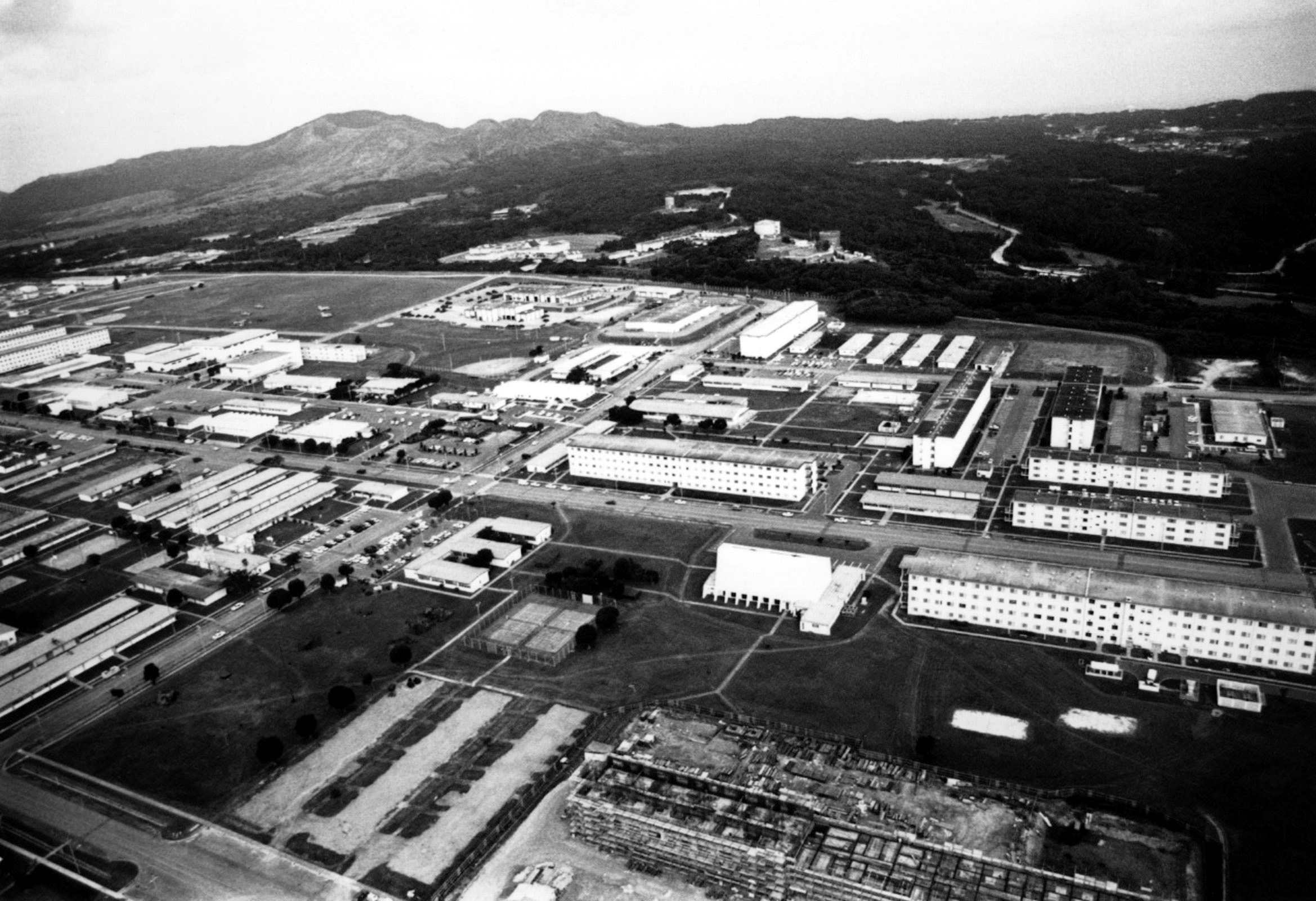

اتفاقية وضع القوات هي اتفاقية بين دولة مضيفة ودولة أجنبية تتمركز فيها قوات عسكرية في ذلك البلد. غالبًا ما يتم تضمين اتفاقيات وضع القوات، إلى جانب أنواع أخرى من الاتفاقات العسكرية، كجزء من ترتيب أمني شامل. لا تشكل اتفاقية وضع القوات ترتيبًا أمنيًا؛ يحدد حقوق وامتيازات الموظفين الأجانب الموجودين في البلد المضيف لدعم الترتيب الأمني الأكبر. بموجب القانون الدولي، تختلف اتفاقية وضع القوات عن الاحتلال العسكري.

## الاتفاقيات
بينما يمتلك جيش الولايات المتحدة أكبر وجود أجنبي، وبالتالي فهو مسؤول عن معظم اتفاقيات وضع القوات، فإن المملكة المتحدة وفرنسا وأستراليا وألمانيا  وإيطاليا وروسيا وإسبانيا والعديد من الدول الأخرى تضع أيضًا قوات عسكرية في الخارج وتتفاوض بشأن اتفاقيات وضع القوات مع البلدان المضيفة. في الماضي، كان لدى الاتحاد السوفيتي اتفاقيات مركزية مع معظم الدول التابعة له. في حين أن معظم اتفاقيات وضع القوات الأمريكية علنية، لا يزال بعضها سريًا.

### شروط التشغيل
الغرض من اتفاقية وضع القوات هو توضيح الشروط التي بموجبها يُسمح للجيش الأجنبي بالعمل. عادة، يتم تغطية القضايا العملياتية العسكرية البحتة مثل مواقع القواعد والوصول إلى المرافق من خلال اتفاقيات منفصلة. تهتم اتفاقية وضع القوات بشكل أكبر بالمسائل القانونية المرتبطة بالأفراد العسكريين والممتلكات. قد يشمل ذلك قضايا مثل الدخول والخروج إلى الدولة، أو الالتزامات الضريبية، أو الخدمات البريدية، أو شروط التوظيف لمواطني البلدان المضيفة، ولكن أكثر القضايا إثارة للجدل هي الاختصاص المدني والجنائي على القواعد والموظفين. بالنسبة للمسائل المدنية، تنص اتفاقيات وضع القوات على كيفية تحديد ودفع الأضرار المدنية التي تسببها القوات. تختلف القضايا الجنائية، ولكن البند المعتاد في اتفاقيات وضع القوات الأمريكية هو أن المحاكم الأمريكية سيكون لها اختصاص قضائي على الجرائم التي يرتكبها إما فرد عسكري ضد فرد عسكري آخر أو من قبل فرد كجزء من واجبه العسكري، لكن الدولة المضيفة تحتفظ بالولاية القضائية على الجرائم الأخرى.

### مخاوف الدولة المضيفة
في العديد من الدول المضيفة، لا سيما تلك التي لديها وجود عسكري أجنبي كبير مثل كوريا الجنوبية واليابان، يمكن أن تصبح اتفاقية مركز القوات قضية سياسية رئيسية في أعقاب الجرائم التي يُزعم ارتكابها من قبل العسكريين. هذا صحيح بشكل خاص عندما تنطوي الحوادث على جرائم مثل السرقة والقتل العمد والقتل الخطأ أو جرائم الجنس، خاصة عندما يتم تعريف التهمة بشكل مختلف في البلدين. على سبيل المثال، عام 2002 في كوريا الجنوبية، قتلت دبابة تجسيرعسكرية أمريكية في طريقها إلى معسكر القاعدة بعد تمرين تدريبي بطريق الخطأ فتاتين. وبموجب اتفاقية وضع القوات، حاكمت محكمة عسكرية أمريكية الجنود المتورطين. ووجدت اللجنة أن الفعل كان حادثًا وبرأت أفراد الخدمة من القتل بسبب الإهمال، دون ذكر أي نية إجرامية أو إهمال. قبل الجيش الأمريكي المسؤولية عن الحادث ودفع تعويضات مدنية. أدى ذلك إلى غضب واسع النطاق في كوريا الجنوبية، مطالب بإعادة محاكمة الجنود في محكمة كورية جنوبية، وبث مجموعة واسعة من نظريات المؤامرة، ورد فعل عنيف ضد مجتمع المغتربين المحليين. اعتبارًا من عام 2011، سمحت السلطات العسكرية الأمريكية لكوريا الجنوبية بتوجيه الاتهام إلى الجنود الأمريكيين ومحاكمتهم في محاكم كوريا الجنوبية. بعد ثلاث حالات اغتصاب وحشي وحرق متعمد في عام 2011، حدثت إدانات في محاكم كوريا الجنوبية. والجنود مسجونون أو سيتم سجنهم قريبا في منشآت كورية جنوبية. بعد وقت قصير من عمليات الاغتصاب وغيرها من الحالات، أعيد فرض حظر التجول العسكري في شبه الجزيرة.
تحدث معظم الجرائم التي يرتكبها العسكريون ضد المدنيين المحليين خارج أوقات العمل، ووفقًا لاتفاقية وضع القوات تعتبر خاضعة للولاية القضائية المحلية. لا تزال تفاصيل اتفاقيات وضع القوات تثير المشكلات. في اليابان، على سبيل المثال، تتضمن اتفاقية وضع القوات شرط عدم تسليم أفراد الخدمة إلى السلطات المحلية حتى يتم توجيه التهم إليهم في المحكمة. في عدد من الحالات، اشتكى مسؤولون محليون من أن هذا يعيق قدرتهم على استجواب المشتبه بهم والتحقيق في الجريمة. يزعم المسؤولون الأمريكيون أن الشرطة اليابانية تستخدم أساليب استجواب قسرية وتهتم أكثر بتحقيق معدل إدانة مرتفع أكثر من تحقيق «العدالة». كما تلاحظ السلطات الأمريكية الاختلاف في سلطات تحقيق الشرطة، وكذلك السلطة القضائية. لا يمكن لأي محام أن يكون حاضرًا في مناقشات التحقيق في اليابان، على الرغم من توفير مترجم، ولم يتم ذكر ما يعادل تحذير ميراندا الأمريكي. هناك قضية أخرى تتمثل في عدم وجود محاكمات أمام هيئة محلفين في اليابان، فقبل عام 2009، كان يتم الفصل في جميع المحاكمات من قبل قاض أو هيئة قضاة. حاليًا، تستخدم اليابان نظام القاضي غير الرسمي في بعض المحاكمات الجنائية. لهذه الأسباب تصر السلطات الأمريكية على محاكمة العسكريين أمام محاكم عسكرية ورفض المادة 98 من نظام روما الأساسي للمحكمة الجنائية الدولية.

### مشاكل سياسية
إن القضية السياسية لاتفاقيات وضع القوات معقدة بسبب حقيقة أن العديد من الدول المضيفة لديها مشاعر مختلطة حول القواعد الأجنبية على أراضيها، وغالبًا ما يتم الجمع بين مطالب إعادة التفاوض على اتفاقية وضع القوات ودعوات لمغادرة القوات الأجنبية بالكامل. يمكن أن تنشأ قضايا تتعلق بالعادات الوطنية المختلفة - بينما تتفق الولايات المتحدة والدول المضيفة بشكل عام على ما يشكل جريمة، يشعر العديد من المراقبين الأمريكيين أن أنظمة العدالة في البلد المضيف تمنح المتهم مجموعة أضعف بكثير من الحماية من الولايات المتحدة وأن محاكم الدولة المضيفة يمكن أن تخضع لضغوط شعبية لإصدار حكم بالإدانة؛ علاوة على ذلك، لا ينبغي إجبار الأفراد العسكريين الأمريكيين الذين أمروا بوظيفة أجنبية على التنازل عن الحقوق الممنوحة لهم بموجب قانون الحقوق. كوريا الجنوبية، لديها قوات في قيرغيزستان، وقد تفاوضت على اتفاقية وضع القوات التي تمنح حصانة كاملة لأفرادها من الملاحقة القضائية من قبل السلطات القيرغيزية على أي جريمة مهما كانت، وهو شيء يتجاوز الامتيازات التي يعترض عليها العديد من الكوريين الجنوبيين في اتفاقية وضع القوات الخاصة ببلدهم مع الولايات المتحدة.

## اتفاقية القوات الزائرة
تشبه اتفاقية القوات الزائرة اتفاقية وضع القوات باستثناء أن الاتفاق الأول يغطي فقط القوات الموجودة في بلد ما بشكل مؤقت، وليست متمركزة هناك.

## روابط خارجية
- جون بايك، " اتفاقية وضع القوات ". GlobalSecurity.org ، 2005.
- Voetelink، Joop (16 أبريل 2015). Status of Forces: Criminal Jurisdiction over Military Personnel Abroad. Springer. ISBN:978-94-6265-057-2. مؤرشف من الأصل في 2022-02-04.  Voetelink، Joop (16 أبريل 2015). Status of Forces: Criminal Jurisdiction over Military Personnel Abroad. Springer. ISBN:978-94-6265-057-2. مؤرشف من الأصل في 2022-02-04.  Voetelink، Joop (16 أبريل 2015). Status of Forces: Criminal Jurisdiction over Military Personnel Abroad. Springer. ISBN:978-94-6265-057-2. مؤرشف من الأصل في 2022-02-04.
- أ. ساري " اتفاقية وضع القوات التابعة للاتحاد الأوروبي (EU SOFA) "، مجلة Conflict and Security Law ، المجلد. 13، ص.   353–391، 2008.
- " خلفية: اتفاقية وضع القوات ؛ ملخص لقضايا السياسة الخارجية للولايات المتحدة ". سفارة الولايات المتحدة، أبريل 1996.
- " اتفاقية وضع القوات: تم إبرامها بموجب المادة 323 من اتفاق الارتباط الحر ؛ الارتباط الحر بين الولايات المتحدة وولايات ميكرونيزيا الموحدة وجمهورية جزر مارشال ". اللجنة المشتركة للمفاوضات الاقتصادية المدمجة. (مؤرشفة من الأصلي في 27 مارس 2009)
- وقعت "اتفاقات وضع القوات بين تيمور - ليشتي وأستراليا ونيوزيلندا والبرتغال " قبل نشر عملية أستوت في تيمور الشرقية في أيار / مايو 2006. وتشمل هذه الإشارة أيضا اتفاقيات مركز القوات الموقعة في عام 2002 بين تيمور الشرقية والأمم المتحدة وبين تيمور الشرقية والولايات المتحدة.
- اتفاقية وضع القوات بين الولايات المتحدة وجمهورية كوريا (مؤرشفة من الأصلي في 2005-06-07)
- اتفاقية وضع القوات الأمريكية اليابانية، 19 يناير 1960

- "AGREEMENT UNDER ARTICLE VI OF THE TREATY OF MUTUAL COOPERATION AND SECURITY BETWEEN JAPAN AND THE UNITED STATES OF AMERICA, REGARDING FACILITIES AND AREAS AND THE STATUS OF UNITED STATES ARMED FORCES IN JAPAN" (PDF) (بالإنجليزية واليابانية). Archived from the original (PDF) on 2019-09-01. (Entered into force, June 23, 1960)

- اتفاقية وضع قوات الناتو، 19 يونيو 1951
- البيت الأبيض: اتفاقية وضع القوات في العراق (مؤرشفة من الأصلي في 27-05-2010)
- نظم المعلومات الجغرافية والكورية: صنع أول اتفاقية بين جمهورية كوريا والولايات المتحدة بشأن وضع القوات، 1945-1966 ، بو رام يي (2006)
- اتفاقية وضع القوات (SOFA): ما هي وكيف تم الاستفادة منها؟ ، ر.تشاك ماسون، خدمة أبحاث الكونغرس بالولايات المتحدة، 15 مارس 2012
- "Special measures in effect 2001–2006". Ministry of Foreign Affairs of Japan. مؤرشف من الأصل في 2019-09-03.